# Gerbillus aquilus
Gerbillus aquilus är en däggdjursart som beskrevs av Duane A. Schlitter och Henry W. Setzer 1972. Gerbillus aquilus ingår i släktet Gerbillus och familjen råttdjur. IUCN kategoriserar arten globalt som livskraftig. Inga underarter finns listade i Catalogue of Life.
Vuxna exemplar är 94 till 103 mm långa (huvud och bål) och svanslängden är 122 till 151 mm. Viktuppgifter saknas. Arten har 28 till 32 mm långa bakfötter och 13 till 17 mm stora öron. Den ljus kastanjebruna pälsen på ovansidan är tydlig avgränsad från den vita undersidan. Vid svansen är ovansidan mörkare än undersidan. Gerbillus aquilus har en tofs av långa mörka hår vid svansens spets. Arten har en diploid kromosomuppsättning med 38 kromosomer (2n=38).
Arten förekommer i Iran, södra Afghanistan och västra Pakistan. Den lever i skogar och i gräsmarker nära vattenansamlingar. Individerna är aktiva mellan skymningen och gryningen. De går främst på marken.